# Municipalità di Chirignago-Zelarino
La Municipalità di Chirignago-Zelarino, (altrimenti detta Mestre Ovest), è una suddivisione amministrativa del comune di Venezia che comprende la porzione nord-occidentale della terraferma. È delimitata ad est dalla ferrovia Venezia-Udine (e, per un breve tratto, dalla Venezia-Trieste), a sud dalla Milano-Venezia e a ovest e a nord dai confini comunali con Spinea, Martellago, Scorzè e Mogliano Veneto.
Della circoscrizione fanno parte le località di  Chirignago (sede della municipalità), Asseggiano, Gazzera, Cipressina, Zelarino (altra sede della municipalità), Trivignano, nonché la zona della Giustizia e quella di Santa Barbara che assieme costituiscono e rappresentano una propaggine verso Chirignago.
Gli assi stradali fondamentali che interessano il territorio della Municipalità sono, rispettivamente: la Strada provinciale 32 Miranese, che attraversa il centro di Chirignago e la Strada regionale 245 Castellana che attraversa il centro di Zelarino.
Con la sua istituzione (2005) sono stati soppressi i quartieri 11 "Cipressina-Zelarino-Trivignano" e 12 "Chirignago-Gazzera" a loro volta costituiti nel 1997 dagli ex quartieri 14 "Cipressina-Zelarino-Trivignano" e 16 "Chirignago-Gazzera".
| 11 Cipressina-Zelarino-Trivignano | 15,33 | 15143 | 987,8   |
| 12 Chirignago-Gazzera             | 10,78 | 23760 | 2204,08 |